# Philodromus infuscatus
Philodromus infuscatus es una especie de araña cangrejo del género Philodromus, familia Philodromidae. Fue descrita científicamente por Keyserling en 1880.

## Distribución
Esta especie se encuentra en Canadá y los Estados Unidos.